# Bahnstrecke København–Helsingør
| Bahnhof Helsingør | |                                                  |                                                  |
| Kystbanen | |                                                  |                                                  |
| Streckennummer: | DSB 10 (Fernbahn) DSB 820 (S-Bahn København H – Hellerup) DSB 860 (S-Bahn Hellerup – Klampenborg)                                                             |                                                  |                                                  |
| Streckenlänge: | 46,2 km |                                                  |                                                  |
| Spurweite: | 1435 mm (Normalspur) |                                                  |                                                  |
| Stromsystem: | 25 kV 50 Hz ~ |                                                  |                                                  |
| Streckengeschwindigkeit: | Fernbahn: 120 km/h S-Bahn: København H – Østerport: 80 km/h Østerport – Svanemøllen: 90 km/h Svanemøllen – Hellerup: 90 km/h Hellerup – Klampenborg: 100 km/h |                                                  |                                                  |
| Zweigleisigkeit: | København–Helsingør |                                                  |                                                  |
| | |                                                  |                                                  |
| \| \| \| Hornbækbanen von Gilleleje \| \| \| \| \| von Helsingborg \| \| \| \| \| \| \| \| \| 46,2 \| Helsingør \| Helsingør \| \| \| 42,7 \| Snekkersten \| Snekkersten \| \| \| \| Lille Nord nach Hillerød \| \| \| \| 40,0 \| Espergærde (früher Bhf.) \| Espergærde (früher Bhf.) \| \| \| 36,3 \| Humlebæk (früher Bhf.) \| Humlebæk (früher Bhf.) \| \| \| 32,5 \| Nivå \| Nivå \| \| \| \| Nive Å \| \| \| \| 29,1 \| Kokkedal (früher Bhf.) \| Kokkedal (früher Bhf.) \| \| \| 26,1 \| Rungsted Kyst \| Rungsted Kyst \| \| \| 22,1 \| Vedbæk (früher Bhf.) \| Vedbæk (früher Bhf.) \| \| \| \| Lyngby–Vedbæk Jernbane (1900–1922) \| \| \| \| 18,8 \| Skodsborg \| Skodsborg \| \| \| \| Mølleåen \| \| \| \| 13,3 \| Klampenborg \| Klampenborg \| \| \| 11,6 \| Ordrup \| Ordrup \| \| \| 10,3 \| Charlottenlund \| Charlottenlund \| \| \| \| \| \| \| \| \| Nordbanen nach Hillerød \| \| \| \| \| \| \| \| \| 7,8 \| Hellerup \| Hellerup \| \| \| \| Ringbanen nach Ny Ellebjerg \| \| \| \| \| Hareskovbanen von Farum \| \| \| \| 5,8 \| Svanemøllen \| Svanemøllen \| \| \| \| Bahnbetriebswerk Helgoland \| \| \| \| 5,2 \| Helgoland \| Helgoland \| \| \| \| Bahnstrecke Lersøen–Østerport \| \| \| \| \| \| \| \| \| \| Frihavnen \| \| \| \| 4,5 \| Nordhavn \| Nordhavn \| \| \| 3,1 \| Østerport \| Østerport \| \| \| \| Annæ Plads (DFDS) \| \| \| \| 1,5 \| Nørreport \| Nørreport \| \| \| 0,5 \| Vesterport \| Vesterport \| \| \| 0,0 \| København H \| København H \| \| \| \| Bahnstrecke København–Malmö nach Malmö C \| \| \| \| \| Bahnstrecke København–Fredericia nach Fredericia \| \| \| \| \| S-Bahn B nach Høje-Taastrup \| \| \| \| \| \| \| \| Quellen: [1][2][3][4] \| \| \| \| | |                                                  |                                                  |
| Strecke | | Hornbækbanen von Gilleleje                       | Hornbækbanen von Gilleleje                       |
| Strecke · Eisenbahnfähre (Strecke außer Betrieb) | | von Helsingborg                                  | von Helsingborg                                  |
| Abzweig geradeaus und ehemals von links · Strecke nach rechts (außer Betrieb) | |                                                  |                                                  |
| Bahnhof | 46,2 | Helsingør                                        | Helsingør                                        |
| Bahnhof | 42,7 | Snekkersten                                      | Snekkersten                                      |
| Abzweig geradeaus und nach rechts | | Lille Nord nach Hillerød                         | Lille Nord nach Hillerød                         |
| Haltepunkt / Haltestelle | 40,0 | Espergærde (früher Bhf.)                         | Espergærde (früher Bhf.)                         |
| Haltepunkt / Haltestelle | 36,3 | Humlebæk (früher Bhf.)                           | Humlebæk (früher Bhf.)                           |
| Bahnhof | 32,5 | Nivå                                             | Nivå                                             |
| Brücke über Wasserlauf | | Nive Å                                           | Nive Å                                           |
| Haltepunkt / Haltestelle | 29,1 | Kokkedal (früher Bhf.)                           | Kokkedal (früher Bhf.)                           |
| Bahnhof | 26,1 | Rungsted Kyst                                    | Rungsted Kyst                                    |
| Haltepunkt / Haltestelle | 22,1 | Vedbæk (früher Bhf.)                             | Vedbæk (früher Bhf.)                             |
| Abzweig geradeaus und ehemals nach rechts | | Lyngby–Vedbæk Jernbane (1900–1922)               | Lyngby–Vedbæk Jernbane (1900–1922)               |
| Bahnhof | 18,8 | Skodsborg                                        | Skodsborg                                        |
| Brücke über Wasserlauf | | Mølleåen                                         | Mølleåen                                         |
| Kopfbahnhof Streckenanfang · Bahnhof | 13,3 | Klampenborg                                      | Klampenborg                                      |
| Haltepunkt / Haltestelle · Strecke | 11,6 | Ordrup                                           | Ordrup                                           |
| Haltepunkt / Haltestelle · Strecke | 10,3 | Charlottenlund                                   | Charlottenlund                                   |
| Abzweig geradeaus und von links · Abzweig geradeaus und nach rechts | |                                                  |                                                  |
| Abzweig geradeaus und von rechts · Strecke | | Nordbanen nach Hillerød                          | Nordbanen nach Hillerød                          |
| Abzweig geradeaus und nach links · Abzweig geradeaus und von rechts | |                                                  |                                                  |
| Bahnhof · Bahnhof | 7,8 | Hellerup                                         | Hellerup                                         |
| Abzweig geradeaus und nach rechts · Strecke | | Ringbanen nach Ny Ellebjerg                      | Ringbanen nach Ny Ellebjerg                      |
| Abzweig geradeaus und von rechts · Strecke | | Hareskovbanen von Farum                          | Hareskovbanen von Farum                          |
| Haltepunkt / Haltestelle · Strecke | 5,8 | Svanemøllen                                      | Svanemøllen                                      |
| Strecke · Abzweig geradeaus und von links | | Bahnbetriebswerk Helgoland                       | Bahnbetriebswerk Helgoland                       |
| Strecke · Dienststation / Betriebs- oder Güterbahnhof | 5,2 | Helgoland                                        | Helgoland                                        |
| Kreuzung geradeaus oben · Kreuzung geradeaus oben · Strecke von rechts | | Bahnstrecke Lersøen–Østerport                    | Bahnstrecke Lersøen–Østerport                    |
| Strecke · Abzweig geradeaus und von links · Strecke nach rechts | |                                                  |                                                  |
| Strecke · Strecke · Betriebs-/Güterbahnhof Streckenanfang (Strecke außer Betrieb) | | Frihavnen                                        | Frihavnen                                        |
| Haltepunkt / Haltestelle · Abzweig geradeaus und ehemals von links · Abzweig geradeaus und nach rechts (Strecke außer Betrieb) | 4,5 | Nordhavn                                         | Nordhavn                                         |
| Bahnhof · Bahnhof · Strecke (außer Betrieb) | 3,1 | Østerport                                        | Østerport                                        |
| Strecke · Strecke · Betriebs-/Güterbahnhof Streckenende (Strecke außer Betrieb) | | Annæ Plads (DFDS)                                | Annæ Plads (DFDS)                                |
| Haltepunkt / Haltestelle (im Tunnel) · Haltepunkt / Haltestelle (im Tunnel) | 1,5 | Nørreport                                        | Nørreport                                        |
| Haltepunkt / Haltestelle · Strecke | 0,5 | Vesterport                                       | Vesterport                                       |
| Bahnhof · Bahnhof | 0,0 | København H                                      | København H                                      |
| Strecke · Abzweig geradeaus und nach links | | Bahnstrecke København–Malmö nach Malmö C         | Bahnstrecke København–Malmö nach Malmö C         |
| Strecke · Strecke | | Bahnstrecke København–Fredericia nach Fredericia | Bahnstrecke København–Fredericia nach Fredericia |
| Strecke | | S-Bahn B nach Høje-Taastrup                      | S-Bahn B nach Høje-Taastrup                      |
| | |                                                  |                                                  |
| Quellen: | |                                                  |                                                  |

Die Bahnstrecke København–Helsingør, in Dänemark als Kystbanen (deutsch Küstenbahn) bezeichnet, ist eine dänische Bahnstrecke zwischen Kopenhagen und Helsingør. Sie ist 46 km lang, zweigleisig und elektrifiziert.
Zwischen Kopenhagen und Klampenborg verläuft dazu parallel die S-Bahn nach Klampenborg, die technisch kein Teil der Kystbane ist.

## Geschichte
Die Strecke Kopenhagen Hauptbahnhof–Klampenborg (Klampenborgbanen) wurde 1863 als vorwiegend touristische Eisenbahn erbaut. Sie bediente das Ausflugsziel Jægersborg Dyrehave und den Vergnügungspark Dyrehavsbakken zehn Kilometer nördlich der Stadt. Der Abschnitt vom Hauptbahnhof nach Hellerup verlief damals landeinwärts in einem Bogen über Nørrebro.
1863/64 wurde die Bahnstrecke København–Hillerød–Helsingør (Nordbanen) erbaut. Sie zweigt bei Hellerup fünf Kilometer nördlich von Kopenhagen von der Klampenborgbahn ab. 1897 entstand die eigentliche Küstenbahn, als die 29 Kilometer lange Lücke von Klampenborg nach Snekkersten bei Helsingør geschlossen wurde. Zugleich wurde die Strecke Østerport–Hellerup erbaut.
Die Züge der Klampenborg- und der Nordbane verkehrten zunächst vom Hauptbahnhof über Nørrebro. 1911 wurde der heutige Hauptbahnhof eingeweiht. 1917 ging die unterirdische Boulevardbane zwischen dem Hauptbahnhof, dem Bahnhof Nørreport und Østerport in Betrieb. Ab 1921 verwendeten die Nordbahnzüge diese Strecke. Die Gleisverbindung über Nørrebro wurde abgebaut.
Østerport hatte ursprünglich den Namen Københavns Kystbanestation und später bis 1934 Østerbro, auch København Ø oder Østbanegaarden („Ostbahnhof“). Die betriebliche Abkürzung ist heute noch Kk.
Die meisten Bahnhöfe der Strecke wurden vom Architekten Heinrich Wenck im Stil der skandinavischen Nationalromantik entworfen und gehören zur bedeutenden Eisenbahnarchitektur Dänemarks. Der Bahnhof Helsingør wurde wie das Schloss Kronborg im Stil der niederländischen Renaissance erbaut. Østerport sowie mehrere Zwischenbahnhöfe sind Fachwerkbauten.

## Verkehr
Es besteht Taktverkehr mit drei bis vier Zügen pro Stunde je Richtung zwischen Helsingør und dem Hauptbahnhof. Zwei dieser Züge fahren von dort weiter nach Roskilde, die beiden anderen verkehren an Werktagen über Roskilde bis Næstved. Am Wochenende wird nur ein Zug pro Stunde bis Næstved durchgebunden.
Zwei weitere Züge fahren nur ab Nivå über Køge nach Næstved.

## Freihafenstrecke
Von Østerport zweigte die Freihafeneisenbahn Kopenhagen ab, die zur zwischen dem 9. November 1894 und 1974 bestehenden Fährverbindung Kopenhagen–Malmö führte. Hier verkehrten internationale Züge Kopenhagen–Schweden sowie Zubringerzüge vom Hauptbahnhof zur Fähre.

## Internationale Züge
Die Strecke hatte bis 2000 internationale Bedeutung, da die Züge nach Schweden und Norwegen mit der Eisenbahnfähre zwischen Helsingør und Helsingborg überführt wurden. Ab dem 3. November 1986 bis zum 30. Juni 2000 wurden Güterzüge durch die Frachtroute DanLink zwischen Kopenhagen und Helsingborg befördert. Güterzüge von Rødby Færge nach Helsingborg oder zum Freihafen bildeten als Teil der Vogelfluglinie die wichtigste Verbindung zwischen dem Kontinent und Schweden.
Seit der 1997 erfolgten Inbetriebnahme der Großer-Belt-Querung über den Großen Belt verkehren die Güterzüge über die Jütlandlinie nach Kopenhagen und seit 2000 über die Øresundbrücke nach Schweden. Reisezüge von Kopenhagen nach Stockholm oder Göteborg verkehren seit diesem Zeitpunkt ebenfalls über die Öresundbrücke.

## Øresundzüge
Der Verkehr über die Öresundbrücke wurde ab der Eröffnung bis zum Sommer 2020 im Rahmen des dänisch-schwedischen Øresundstog betrieben. Die Züge fuhren von Helsingør über Kopenhagen Hauptbahnhof und den Flughafen Kopenhagen nach Malmö C und weiter zu Zielen in Südschweden wie Göteborg, Lund, Hässleholm, Kalmar, Kristianstad und Karlskrona.
Im Sommer 2020 wurde der grenzüberschreitende Verkehr von Skånetrafiken übernommen.

## Bilder

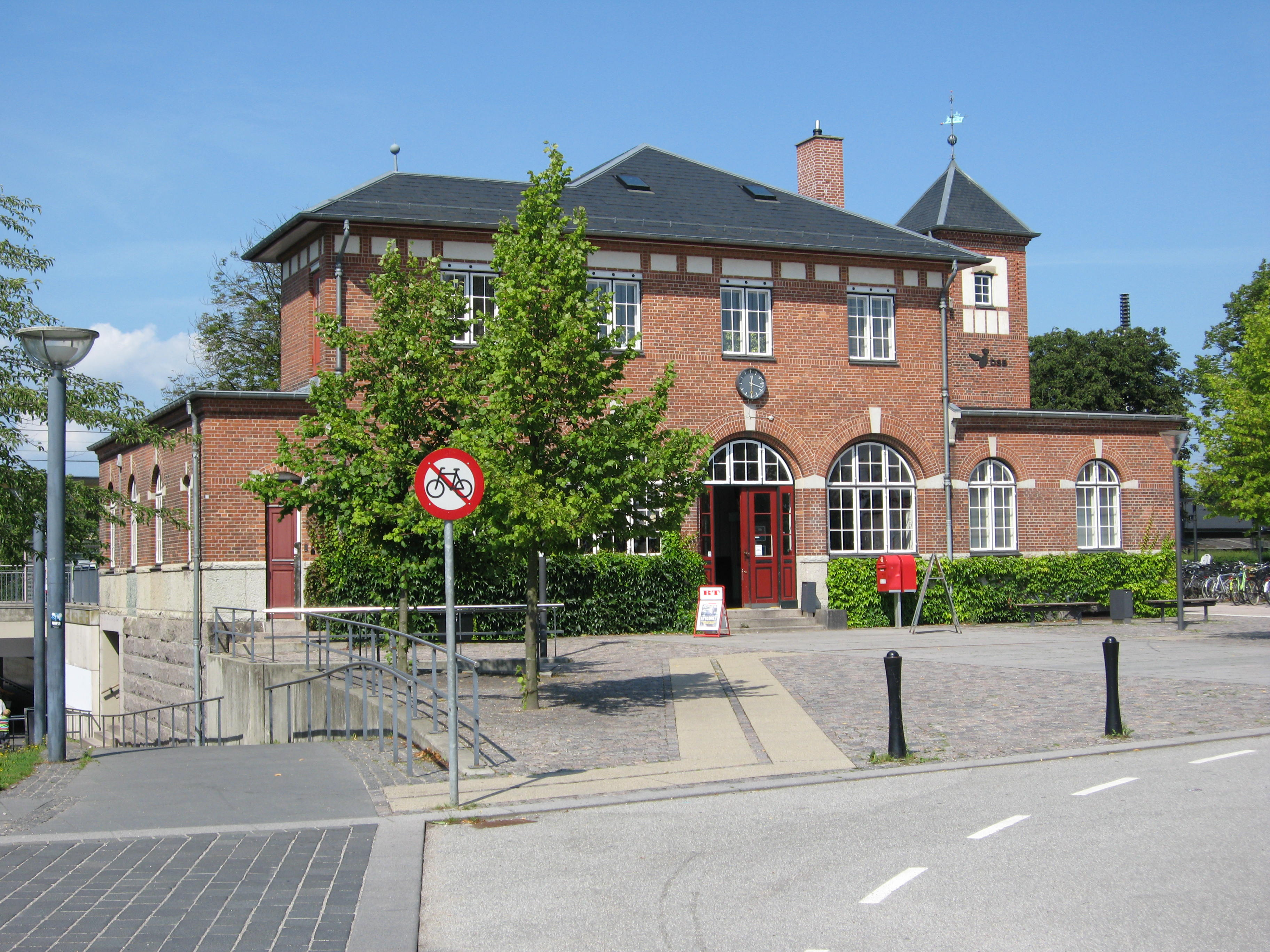
Humlebæk
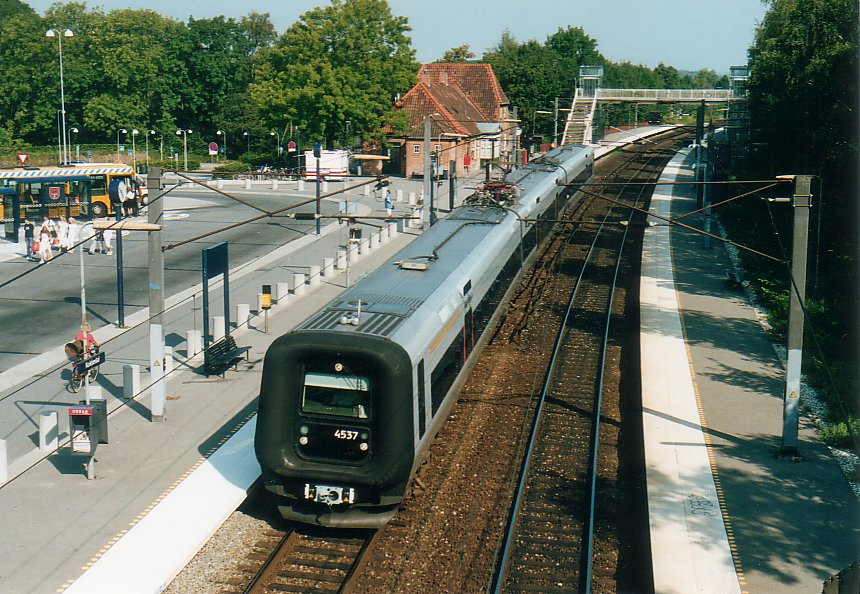
Kokkedal mit Øresundstog
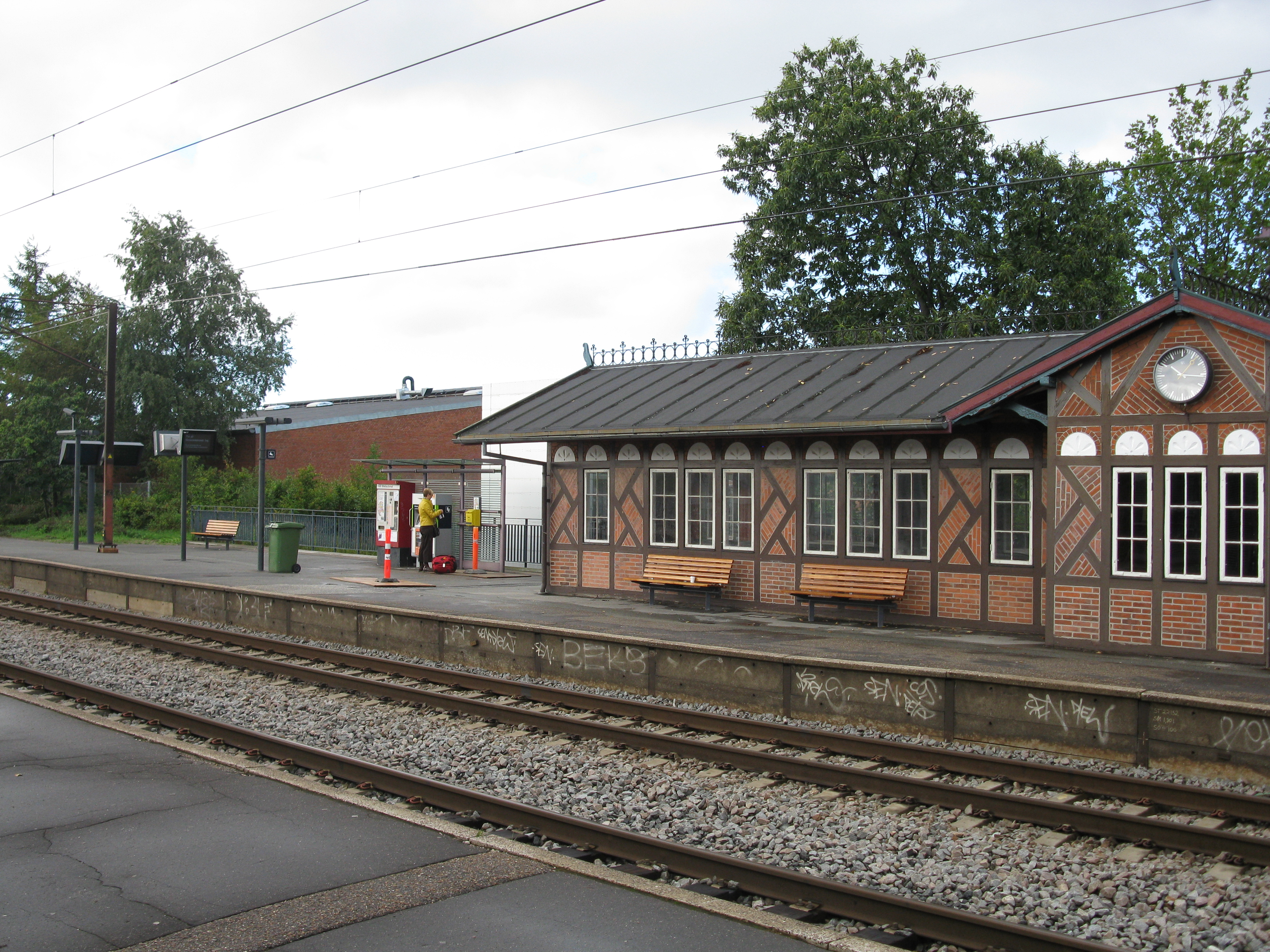
Vedbæk
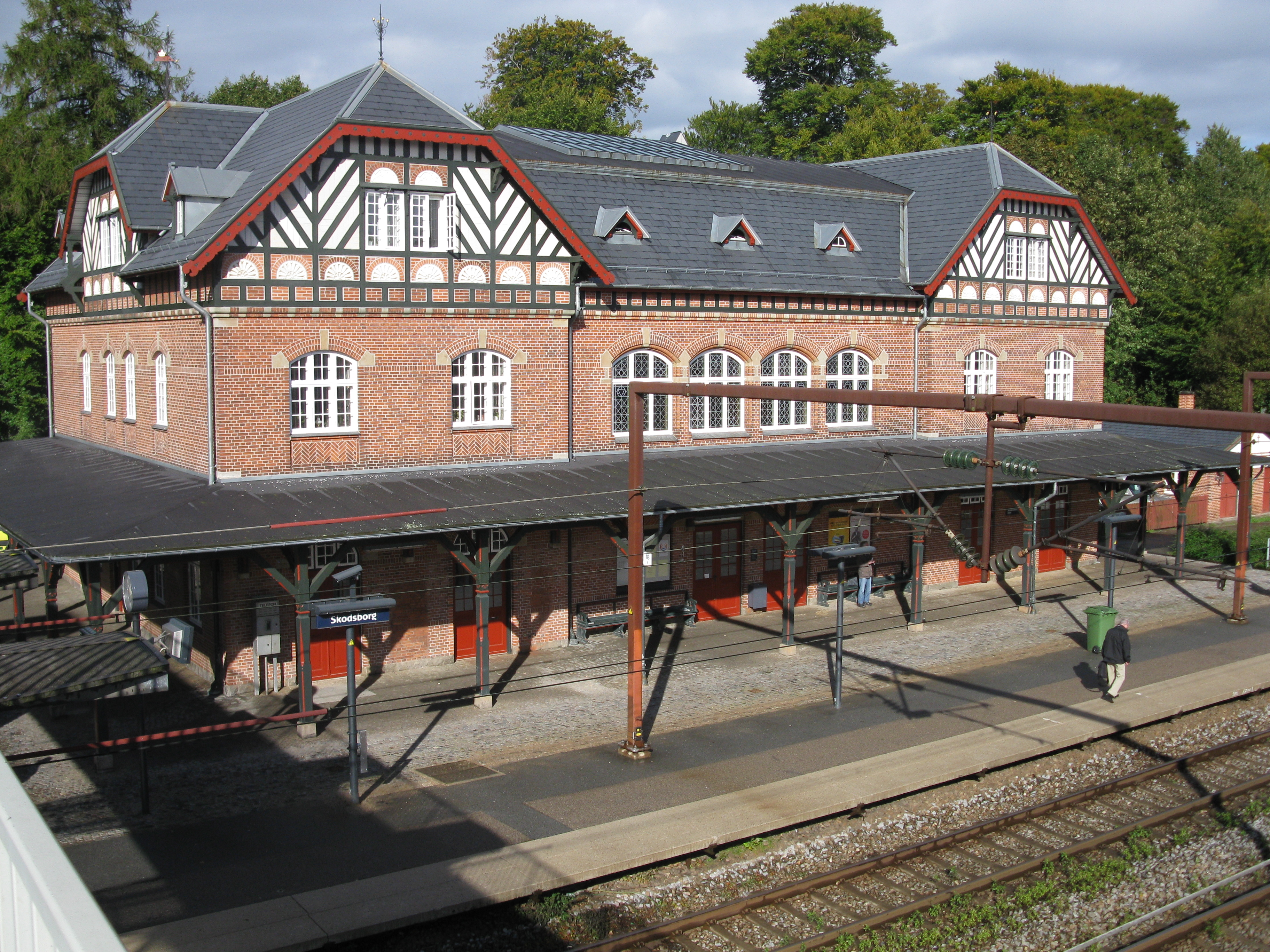
Skodsborg
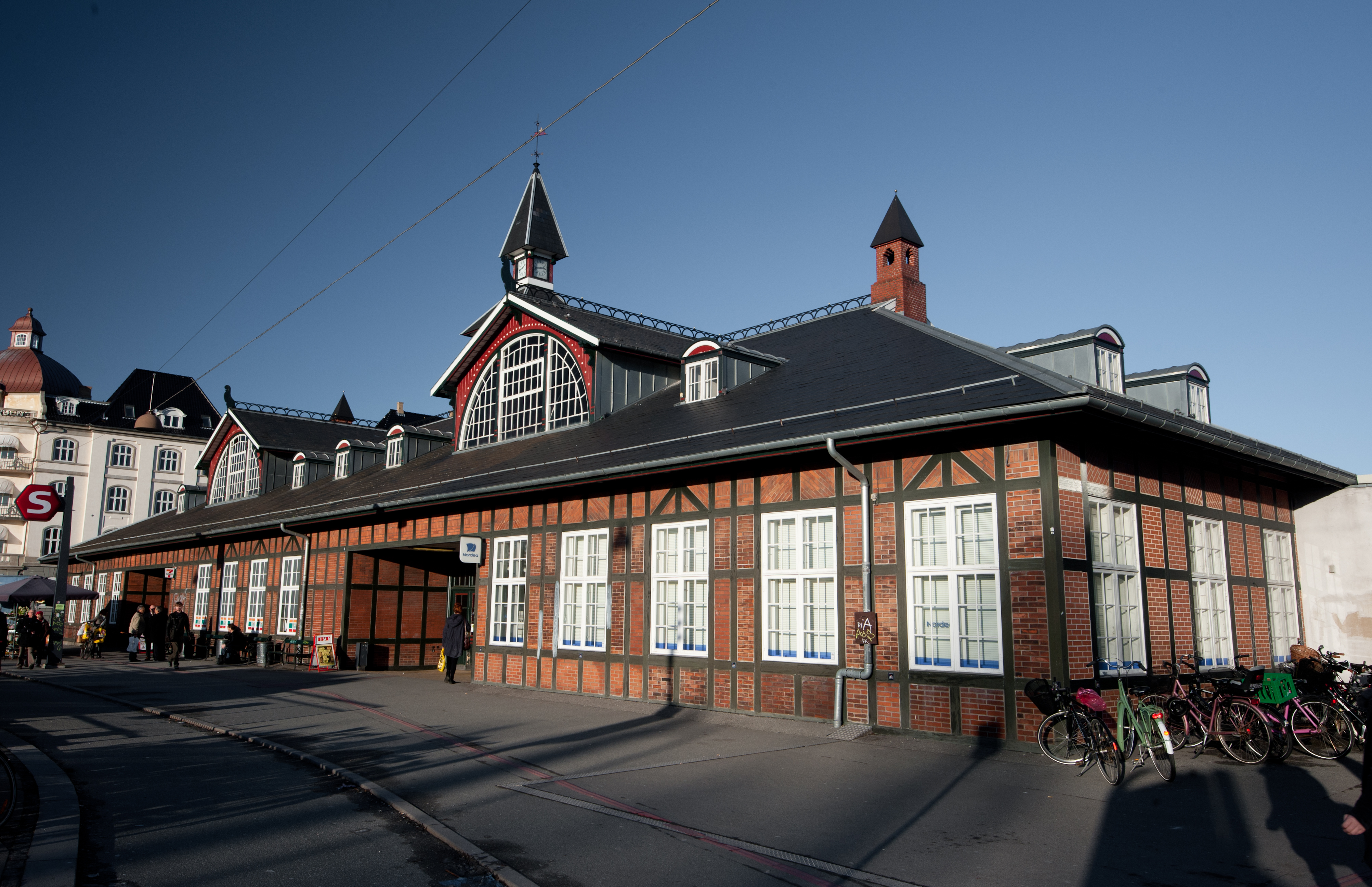
Bahnhof Østerport
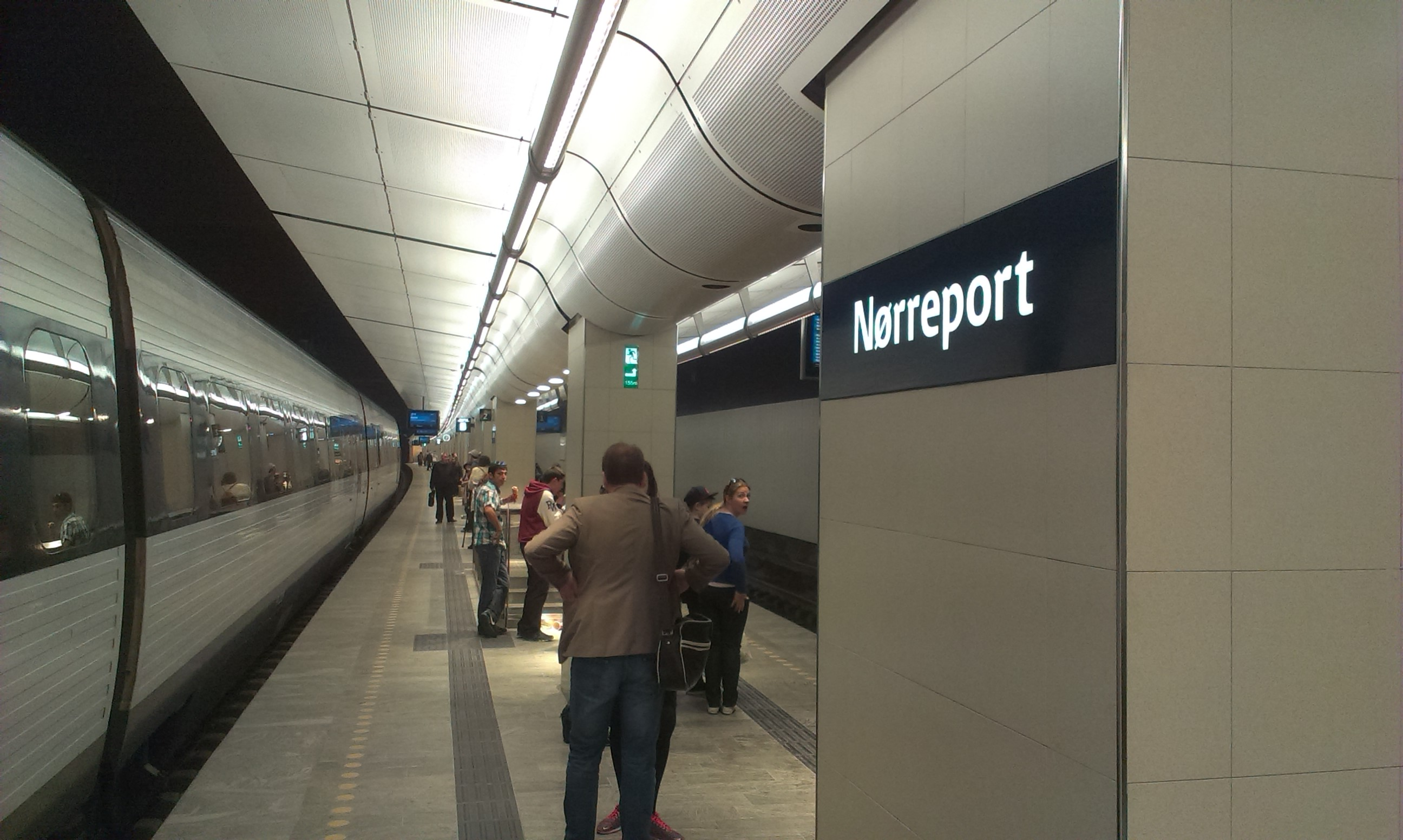
Nørreport (Regionalbahnsteig) nach der Renovierung von 2014
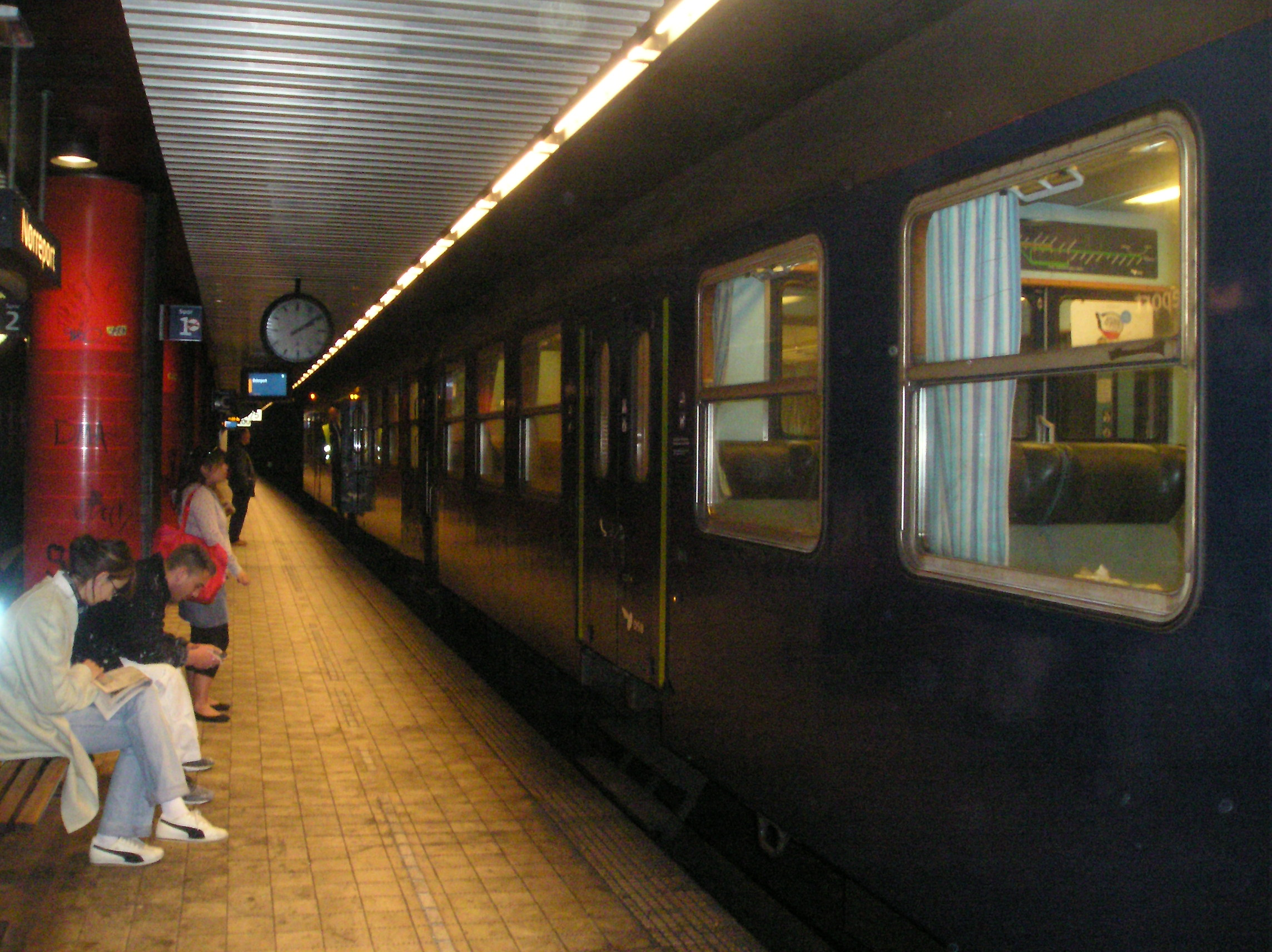
Regionalbahnsteig Nørreport 2007 mit Bn-Wagen der DSB